# 韦渠牟
韦渠牟（749年—801年9月6日），字元均，道号遗名子，京兆万年（今陕西西安）人，唐朝中期的文人，做过道士和僧人，唐德宗时期出仕为官。因精通儒、释、道三教，被德宗看重，历任右补阙、左谏议大夫、太府卿、太常卿。有文集三十卷，今已佚。
韦渠牟是诗人卢纶的舅舅。

## 家世
出身京兆韦氏。
- 六代祖：韦范，魏西阳太守、隋郿城庄公。
- 曾祖：韦馀庆，唐坊州刺史。
- 祖：韦景骏，房州刺史。
- 祖：韦冰，著作郎兼苏州司马。

## 生平
韦渠牟是韦冰第二子，少小聪慧，十二岁即会赋诗做文章，年未弱冠，博览经史。初在茅山玄靖先生李含光门下为道士，道号遗名子，后为僧人，号尘外人。
德宗兴元元年（784年），韩滉出镇浙西，奏授韦渠牟为试秘书郎。
贞元二年（786年），韦渠牟起家拜校书郎。五年（789年），转左武卫骑曹参军，八年（792年），迁任四门博士。
贞元十二年（796年）四月十九日，德宗生日，在麟德殿召集给事中徐岱、兵部郎中赵需、礼部郎中许孟容与韦渠牟及道士万参成、沙门谭延等十二人，讲论儒、道、释三教。韦渠牟高谈阔论，德宗认为他很有才华，数日后任命他为秘书郎，韦渠牟又献诗七百字，十几日后，立即升迁右补阙、内供奉。德宗多次在延英殿与宰相奏对时，让宦官召韦渠牟一起参议，年末时又升为左谏议大夫。以往延英奏对漏刻时间常为二三刻，到韦渠牟奏事则拖到五六刻，皇帝经常与他谈笑，当时人认为韦渠牟不正经，无士君子器度，不能以正道引导帝王。
陆贽自贞元十年（794年）被罢相后，德宗开始勤于政务，不再委托宰相处理政事。各地官员、御史，皆由皇帝自己选择任命。但他深居宫庭，所亲信的人如裴延龄、李齐运、王纯、李实、韦执谊及韦渠牟等人，都权倾相府。裴延龄、李实为奸诈小人，王纯则是无能之辈，韦渠牟素来被人轻视，于是他广召门客，以赚取名望，茅山处士崔芊、山人郑随被他举荐为官，冯伉自醴泉令被他荐为给事中、皇太子侍读。
一年后，韦渠牟迁任太府卿，赐金紫，十六年（800年）十一月转太常卿。贞元十七年七月廿五日乙酉（801年9月6日）卒于靖恭里，时年五十三，赠刑部尚书，谥曰忠。
韦渠牟有文集三十卷，撰《庄子会释》、《老子、金刚经释文》、《孝经、维摩经疏》、《三教会宗图》共十馀万言，又编修《贞元新集》、《开元後礼》，发行于当代。

## 子女
- 子：韦博古
- 子：韦近古

## 延伸阅读
[在维基数据编辑]
 在维基文库阅读此作者作品
 《舊唐書/卷135》，出自刘昫《舊唐書》
 《新唐書·卷167》，出自《新唐書》